# SlayerS
SlayerS는 전 스타크래프트 프로게이머 임요환을 주축으로 세워진 대한민국의 스타크래프트 II 프로게임단이었다.

## 역사
2010년 11월 9일 임요환은 그 당시까지만 해도 주로 열악한 연습 환경을 가지고 있었던 게임단 환경을 극복할 목적으로 연습 상대들을 구해서 Slayers 클랜을 창단했다. 슬레이어스 클랜 창단 소식이 알려지자 수많은 유저들이 입단 테스트를 보았고 이 중에서 어느정도 실력있는 게이머들을 선별하여 Slayers팀에 입단시켰다. 웨라 클랜 해체 이후 슬레이어스 클랜에 가입한 홍승표를 플레잉코치로 선임하였고 GSTL Mar.에서 약체로 꼽혔음에도 불구하고 우승을 차지하는 괴력을 과시했다. 이후 홍승표를 플레잉감독으로 승격시키고 GSTL May에서는 2연패를 달성하는 기염을 토해냈다. 당시 Slayers는 명실상부한 스타2 테란 명가로 알려졌다.
2011년 10월부터 미국 프로게임단인 EG와의 트레이닝 파트너십 체결로 EG에 소속된 스타크래프트 2 게이머와 연습실을 같이 사용하였다.
2012년 1월 26일부터 2012년 4월 16일까지 임요환이 플레잉 감독으로 선임되었다.
2012년 5월 18일 류원 코치는 코치직을 그만두고 웅진 스타즈의 코치로 이적하였고, 2012년 4월 16일 임요환은 플레잉 감독을 그만두었고 2012년 8월 15일 감독직에서 물러난 뒤 SK 텔레콤 T1으로 복귀하였고, 임요환의 연인이자 SlayerS의 게임단주 김가연이 지휘봉을 잡았다.
2012년 11월 3일, MVP와의 GSTL B조 패자전 경기를 마지막으로 팀을 해체했다.

## 주요 성적

### 개인
- - MLG Columbus 우승 (문성원)
  - MLG Anaheim 준우승 (문성원), 3위 (임요환)
  - Sony Ericsson GSL Oct. Code S 우승 (문성원)
  - 2011 블리자드 컵 우승 (문성원)

### 단체
- - 글로벌 스타크래프트 II 팀 리그 March 우승(vs IM 5:4)
  - 글로벌 스타크래프트 II 팀 리그 May 우승(vs MVP 5:4)
  - GSTL S1 Round 2
  - 핫식스 글로벌 스타크래프트 II 팀 리그 시즌 2 준우승 (vs FXOpen 0 : 5)
  - IPL Team Arena Challenge 3 3위

## 갤러리

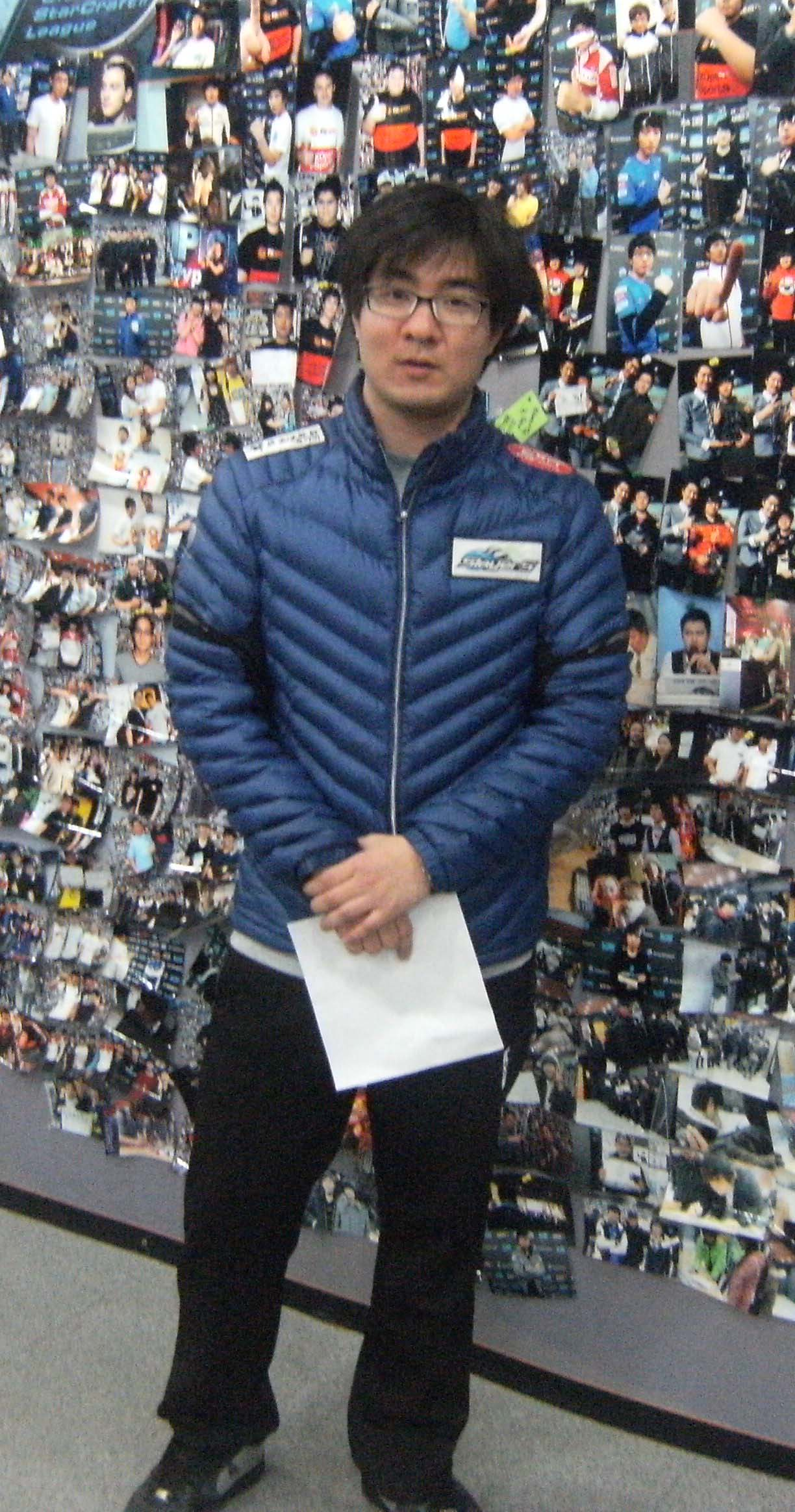
前 슬레이어즈 류원 코치
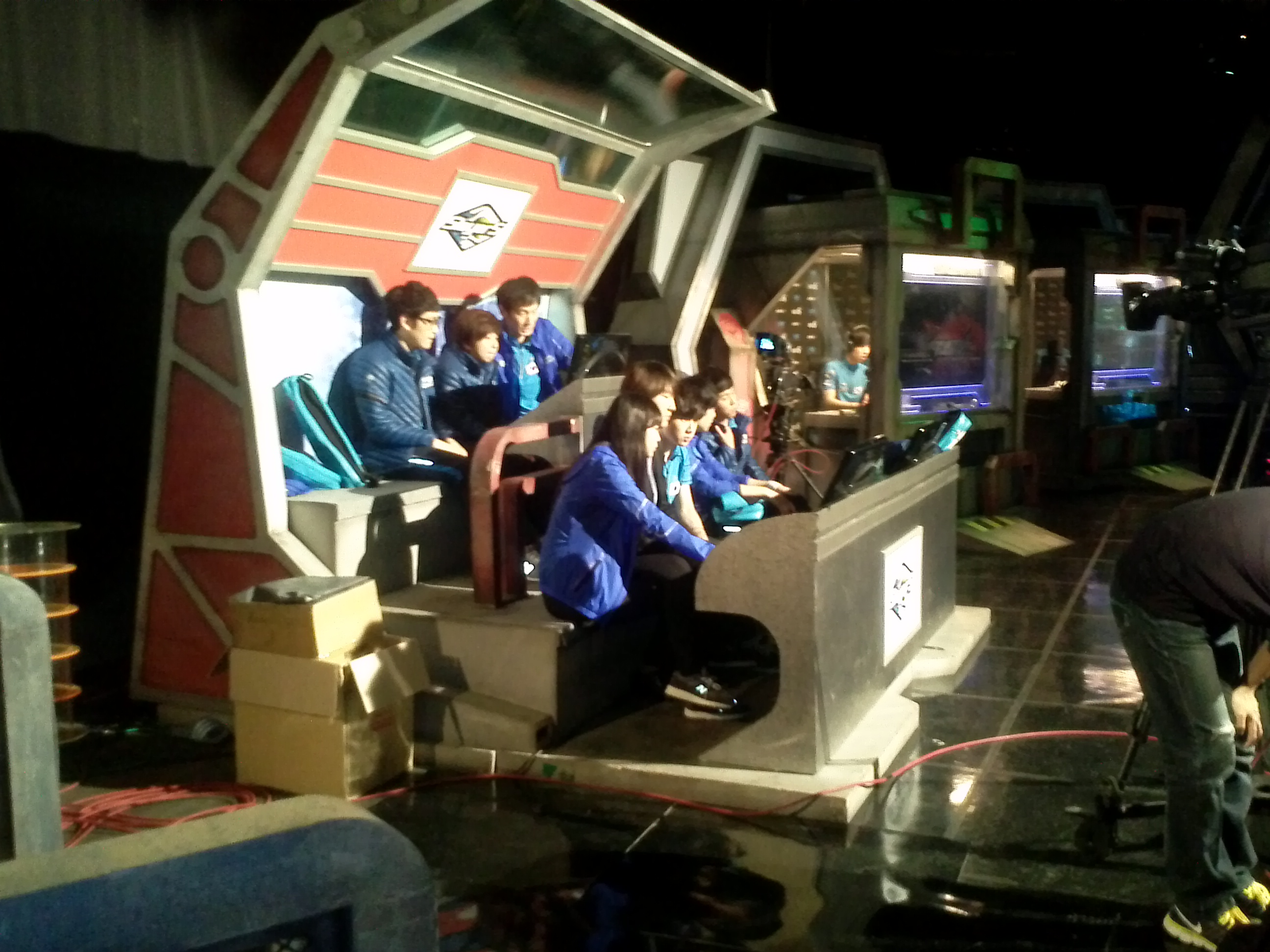
2012년 11월 3일. GSTL 고별전을 치르고 있는 SlayerS 팀

## 같이 보기
- 글로벌 스타크래프트 II 리그